# Julio Teherán
Julio Alberto Teherán Pinto (Cartagena de Indias, 27 de enero de 1991) es un beisbolista colombiano que se desempeña como lanzador.

## Carrera en la MLB

### Bravos de Atlanta

#### Ligas Menores
Teherán inició su carrera en las Ligas Menores de Béisbol en 2008, lanzando para los Bravos de Danville, perteneciente a la organización de los Bravos de Atlanta. Este equipo juega en la liga Appalachian para novatos donde Teherán abrió 6 juegos y terminó con un registro de una victoria y dos derrotas.

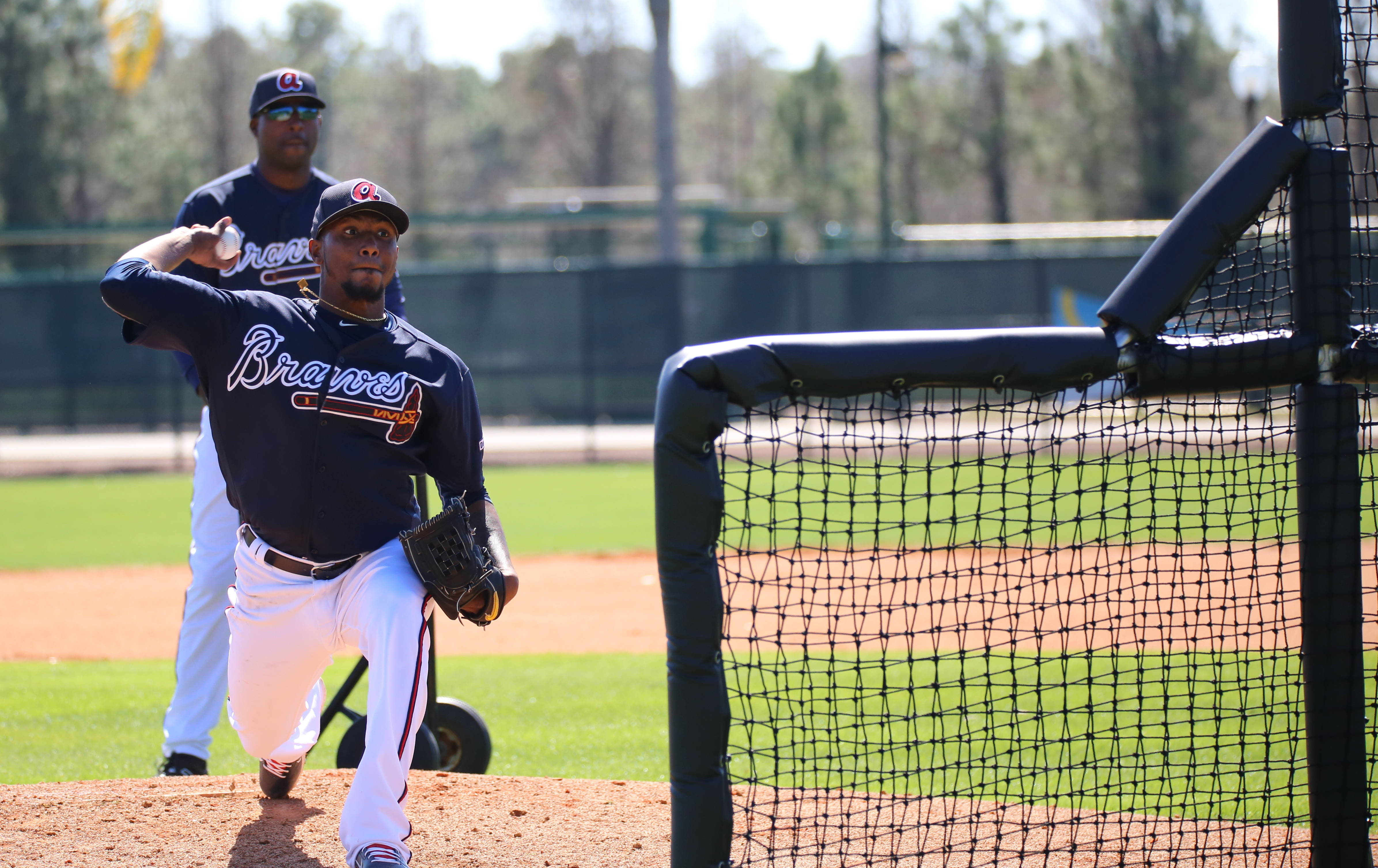
Teherán en Spring Training con los Bravos de Atlanta.

En el 2009 lanzó para los Bravos de Danville en 7 aperturas y otras 7 aperturas para los Bravos de Roma, Equipo Clase A de las ligas menores dentro de la Liga Suratlántica finalizando la temporada con 3-4 y ERA de 3,65. Ese año fue incluido dentro de los 10 mejores prospectos de los Bravos de Atlanta
Durante 2010 alternó sus aperturas con los Bravos de Roma, los Pelícanos de Mirtle Beach y con el Equipo Clase AA Bravos de Misisipi, finalizando con récord de 9-8, ERA 2,59, 159 ponchados en 142 entradas lanzadas.
En 2011 Teherán ascendió a los bravos Bravos de Gwinnett, equipo Triple A que participa en la Liga Internacional. El 10 de julio de 2011 fue el lanzador abridor del equipo Resto del Mundo en el Juego de las Estrellas del Futuro. Finalizó la temporada con un registro de 15-3 en 24 aperturas, 144.2 entradas lanzadas y 2,55 ERA.
El 2012 fue el último año en las ligas menores jugando nuevamente para los Bravos de Gwinnett finalizando la temporada con registros de 7-9 en 26 aperturas, 131 entradas lanzadas y 5,08 ERA.

#### Ligas Mayores
El 6 de mayo de 2011, los Bravos de Atlanta anunciaron que Teherán debutaría en Grandes Ligas el 7 de mayo contra los Filis de Filadelfia. Cargó con la derrota, permitiendo tres carreras limpias en 4.2 entradas lanzadas con dos bases por bolas y un ponche. Fue enviado de vuelta a Triple-A al día siguiente. Fue llamado de nuevo para otro inicio el 18 de mayo, lanzando 4 entradas y terminando sin decisión. Fue bajado de nuevo a Triple al día siguiente. Se reincorporó a Atlanta cuando las listas se expandieron en septiembre. Ganó su primer juego frente a los Mets de Nueva York el 8 de septiembre.
Fue invitado a los entrenamientos de primavera para competir por un lugar en la plantilla de 25 jugadores de 2012. En los cinco partidos que apareció, incluyendo tres aperturas, Teherán concedió 22 hits y 18 carreras en apenas 16.1 entradas lanzadas. No fue capaz de tirar con control al conceder ocho bases por bolas. Después de luchar contra los bateadores de Grandes Ligas, Teherán fue asignado a volver a unirse Gwinnett.
Cuando las lesiones plagaron la plantilla de Grandes Ligas, incluyendo una lesión de final de temporada a Brandon Beachy, Teherán fue pasado por alto por varios otros jugadores para unirse al equipo. Atlanta firmó a Ben Sheets como agente libre, obtuvo a Paul Maholm y llamó a Randall Delgado como reemplazos en lugar del valorado colombiano.
Las expectativas para el lanzador de 21 años de edad fueron menores en 2013 que la primavera anterior. Fue invitado a los entrenamientos de primavera una vez más, donde mostró destellos de estrellato, registrando una efectividad de 1.29 en cuatro aperturas que abarcaron 14.1 entradas. No inició con buen pie la temporada, registrando una efectividad de 5.08 en el primer mes, pero 2014 terminó siendo su gran año, terminando la temporada con registro de 14-8, 3.20 ERA, 170 ponches y 185.2 entradas lanzadas. El 5 de junio, mantuvo un juego sin hits contra los Piratas de Pittsburgh a través de 7.2 entradas, antes de permitir un sencillo al bateador emergente Brandon Inge.
Teherán firmó una extensión de contrato de 6 años, $32.400.000 con los Bravos el 14 de febrero de 2014. Fue escogido como el lanzador abridor del día inaugural de temporada de los Bravos por primera vez en su carrera, perdiendo el juego por 2-0 ante los Cerveceros de Milwaukee. También fue seleccionado para el Juego de Estrellas de 2014, la primera vez de su carrera. Sin embargo, fue declarado inelegible debido a lanzar el domingo previo antes de la pausa del Juego de Estrellas. Teherán se convirtió en el segundo colombiano en ser seleccionado al Juego de Estrellas, siguiendo al campocorto Edgar Rentería.
En 2015, Teherán fue nuevamente el lanzador abridor del día inaugural por los Bravos, ganando con marcador de 2-1 ante los Marlins de Miami. En 33 aperturas, registró marca de 11-8 con una efectividad de 4.04, la más alta en su carrera.
Por tercera temporada consecutiva, los Bravos iniciaron la temporada con Teherán en la lomita en 2016. Se fue sin decisión en la derrota por 4-3 ante los Nacionales de Washington. El 24 de mayo registró 12 ponches en un juego, la cantidad más alta en su carrera, incluyendo cuatro ponches en una entrada. Fue nombrado a su segundo Juego de Estrellas como el único representante de los Bravos, luego de registrar marca de 3-7 con 2.72 de efectividad.
En 2017, fue el lanzador de los Bravos en el Día Inaugural de la temporada por cuarta temporada consecutiva, lanzando seis entradas en blanco ante los Mets de Nueva York y uniéndose a Rick Mahler (1985-88) y Greg Maddux (1993-96) como los únicos lanzadores en la historia del equipo en hacerlo.
En 2018, termina con récord de nueve ganados e igual número de perdidos con efectividad de 3.94, esa temporada van a la Serie Divisional frente a Dodgers de Los Ángeles pero son vencidos en cuatro juegos, Teherán solo estuvo en un juego como relevista en la que lanzó una entrada y dos tercios.
En 2019, termina con récord de diez ganados y once derrotas con efectividad de 3.81, se enfrentan a Cardenales de San Luis en la Serie Divisional pero son  derrotados en cinco juego, Teherán estuvo en dos juegos, ambos como relevista, se llevó la derrota del juego cuatro.

### Angelinos de Los Angeles
Teherán firma como agente libre con los Angels de Los Angeles por una temporada, por problemas con el Covid-19 donde salió positivo, lo que ocasionó no terminar los Entrenamientos Primaverales y eso se reflejó en su récord de cero ganados y cuatro perdidos con efectividad de 10.05.
Al finalizar la temporada es agente libre nuevamente.

### Tigres de Detroit
En el inicio del spring training del 2021, Teherán firma con los Tigres de Detroit un contrato de liga menor con invitación al Spring Training, además de incentivos como al menos tener 20 aperturas que le daría un millón de dólares más a su sueldo.
El 24 de marzo es agregado al Roster de 40 que lo incluye automáticamente en la nómina principal para la temporada.
Por una lesión en el hombro derecho en el mes de abril lo dejó por fuera de la temporada 2021 donde solo pudo actuar en un juego..

### Padres de San Diego (Ligas Menores)
Teherán firma contrato de liga menor con los Padres de San Diego que pueden ser US$6.000.000 si llega al equipo principal. En Triple A obtiene cuatro victorias y dos derrotas con efectividad de 5.63 en 40 entradas lanzadas con 45 ponches.

### Cerveceros de Milwaukee
Milwaukee firma el 25 mayo a Teherán por US$1.500.000, el mismo día de su firma debuta con el equipo ante los Gigantes, se lleva la derrota al lanzar por cinco entradas, permite cuatro hits, una carrera, otorga una base por bolas y poncha a cinco.
La organización pone en asignación a Teherán el 29 de septiembre de 2023.

### Orioles de Baltimore (spring training)
Teherán firma contrato de liga menor con los Orioles con invitación al spring training con cláusula para salirse del contrato.
No es tenido en cuenta para ser parte del roster principal para el inicio de la temporada 2024.

### Mets de Nueva York
Mets contratan a Teherán para ser parte del roster de lanzadores abridores tras varias lesiones. Solo estuvo en un juego con los Mets que lo ponen en asignación donde después se declara agente libre.

### Cachorros de Chicago (Ligas Menores)
Teherán acuerda con los Cachorros a un contrato de liga menor.
El primero de junio de 2024 Teherán se sale del contrato con los Cachorros tras no recibir oportunidad con el equipo principal.

### Orioles de Baltimore
Orioles firman nuevamente a Julio en un contrato de liga menor el 4 de junio de 2024. Teherán fue liberado el 29 de junio de 2024.

## Récord
Julio Teherán posee el record de aperturas consecutivas en el inicio de campaña para los Bravos de Atlanta con seis entre 2014 a 2019, y el tercero a nivel general solo detrás de Phil Niekro (8) y Greg Maddux (7).

## Números usados en las Grandes Ligas
- 43 Atlanta Braves (2011)
- 57 Atlanta Braves (2011)
- 27 Atlanta Braves (2012)
- 56 Atlanta Braves (2012)
- 49 Atlanta Braves (2013-2019)
- 49 Los Angeles Angels (2020)
- 50 Detroit Tigers (2021)
- 49 Milwaukee Brewers (2023)
- 49 New York Mets (2024)

## Logros
- Juego de las estrellas: (2 participaciones) 2014 y 2016
- Novato del año: Quinto lugar en 2013 (Liga Nacional)

## Estadísticas de pitcheo y bateo en Grandes Ligas
En seis años jugó para un solo equipo de Liga Nacional.

### Pitcheo
| Año   | Equipo             | Liga | Juegos | W  | L  | W-L   | ERA   | CG | K    |
| ----- | ------------------ | ---- | ------ | -- | -- | ----- | ----- | -- | ---- |
| 2011  | Atlanta Braves     | NL   | 5      | 1  | 1  | .500  | 5.03  | 0  | 10   |
| 2012  | Atlanta Braves     | NL   | 2      | 0  | 0  |       | 5.68  | 0  | 5    |
| 2013  | Atlanta Braves     | NL   | 30     | 14 | 8  | .636  | 3.20  | 0  | 170  |
| 2014  | Atlanta Braves     | NL   | 33     | 14 | 13 | .519  | 2.89  | 4  | 186  |
| 2015  | Atlanta Braves     | NL   | 33     | 11 | 8  | .579  | 4.04  | 0  | 171  |
| 2016  | Atlanta Braves     | NL   | 30     | 7  | 10 | .412  | 3.21  | 1  | 167  |
| 2017  | Atlanta Braves     | NL   | 32     | 11 | 13 | .458  | 4.49  | 0  | 151  |
| 2018  | Atlanta Braves     | NL   | 31     | 9  | 9  | .500  | 3.94  | 0  | 162  |
| 2019  | Atlanta Braves     | NL   | 33     | 10 | 11 | .476  | 3.81  | 0  | 162  |
| 2020  | Los Angeles Angels | AL   | 10     | 0  | 4  | .000  | 10.05 | 0  | 20   |
| 2021  | Detroit Tigers     | AL   | 1      | 1  | 0  | 1.000 | 1.80  | 0  | 3    |
| 2023  | Milwaukee Brewers  | NL   | 14     | 3  | 5  | .375  | 4.40  | 0  | 50   |
| 2024  | New York Mets      | NL   | 1      | 0  | 0  |       | 13.50 | 0  | 3    |
| TOTAL |                    |      | 255    | 81 | 82 | .497  | 3.85  | 5  | 1260 |

### Bateo
| Año   | Equipo         | Liga | Juegos | VB  | C  | Hits | HR | CI | BA   | BR |
| ----- | -------------- | ---- | ------ | --- | -- | ---- | -- | -- | ---- | -- |
| 2011  | Atlanta Braves | NL   | 5      | 4   | 0  | 0    | 0  | 0  | .000 | 0  |
| 2012  | Atlanta Braves | NL   | 2      | 1   | 0  | 0    | 0  | 0  | .000 | 0  |
| 2013  | Atlanta Braves | NL   | 30     | 58  | 1  | 13   | 0  | 2  | .224 | 0  |
| 2014  | Atlanta Braves | NL   | 33     | 66  | 1  | 7    | 0  | 6  | .106 | 0  |
| 2015  | Atlanta Braves | NL   | 33     | 52  | 0  | 5    | 0  | 2  | .096 | 0  |
| 2016  | Atlanta Braves | NL   | 31     | 49  | 1  | 10   | 0  | 2  | .204 | 0  |
| 2017  | Atlanta Braves | NL   | 35     | 57  | 4  | 8    | 0  | 6  | .140 | 0  |
| 2018  | Atlanta Braves | NL   | 28     | 40  | 2  | 7    | 1  | 4  | .179 | 0  |
| 2019  | Atlanta Braves | NL   | 33     | 55  | 1  | 6    | 0  | 4  | .109 | 0  |
| TOTAL |                |      | 223    | 382 | 10 | 56   | 1  | 26 | .147 | 0  |

## Estadísticas en Clásico Mundial
Estas son las estadísticas de pitcheo en el Clásico Mundial.
| Año   | Equipo   | Fase    | Entradas | W | L | W-L   | ERA  | SV | K |
| ----- | -------- | ------- | -------- | - | - | ----- | ---- | -- | - |
| 2017  | Colombia | Clásico | 5.0      | 1 | 0 | 1.000 | 1.80 | 0  | 3 |
| TOTAL |          |         | 5.0      | 1 | 0 | 1.000 | 1.80 | 0  | 3 |

## Ligas Independientes e Invernales
Equipos en los que actuó por las diferentes Ligas Independientes e Invernales.
Teherán firma con el equipo recién fundado Staten Island FerryHawks perteneciente a la Liga Atlántica de Beisbol Profesional.
Toros de Tijuana adquieren a Teherán proveniente de Staten Island.
Firma con Sultanes de Monterrey de la Liga Mexicana de Beisbol.
| Equipo                                 | Liga                                                   | País                               | Temporada |
| -------------------------------------- | ------------------------------------------------------ | ---------------------------------- | --------- |
| Tigres del Licey                       | Liga de Béisbol Profesional de la República Dominicana | Bandera de la República Dominicana | 2012-13   |
| Staten Island FerryHawks               | Atlantic League                                        | Bandera de Estados Unidos          | 2022      |
| Toros de Tijuana Sultanes de Monterrey | Liga Mexicana de Béisbol                               | Bandera de México                  | 2022      |
| Toros del Este                         | Liga de Béisbol Profesional de la República Dominicana | Bandera de la República Dominicana | 2022-23   |
| Sultanes de Monterrey                  | Liga Mexicana de Beisbol                               | Bandera de México                  | 2024      |
| Charros de Jalisco                     | Liga Mexicana del Pacífico                             | Bandera de México                  | 2024      |
| Tigres de Cartagena                    | Liga Profesional de Beisbol Colombiano                 | Bandera de Colombia                | 2024-25   |